# Indien i olympiska sommarspelen 1924
Indien deltog med tretton deltagare vid de olympiska sommarspelen 1924 i Paris.  Ingen av landets deltagare erövrade någon medalj.